# Canton de Falaise-Nord
Le canton de Falaise-Nord est une ancienne division administrative française située dans le département du Calvados et la région Basse-Normandie.

## Histoire
La ville de Falaise était à l'origine partagées entre deux cantons qui étaient désignés par 1er et 2e.
De 1833 à 1842, les cantons de Falaise-I et de Couliboeuf avaient le même conseiller général. Le nombre de conseillers généraux était limité à 30 par département.
Lors de la séance du 28 août 1856 du conseil général du Calvados, les deux cantons sont renommés Falaise-Nord (anciennement deuxième division) et Falaise-Sud (anciennement première division).

## Représentation

### Conseillers généraux de 1833 à 2015
| Période | Période          | Identité                                        | Étiquette                       | Qualité |
| ------- | ---------------- | ----------------------------------------------- | ------------------------------- | --- |
| 1833    | 1833 (démission) | François Fleury                                 | Majorité gouvernementale        | Magistrat, maire de Villy-lez-Falaise, député (1827-1837), élu également dans le canton de Bretteville-sur-Laize |
| 1833    | 1836             | Alexandre Claudius Adolphe Bazire père (1804-?) |                                 | Banquier et négociant à Falaise                                                                                  |
| 1836    | 1842             | Georges Adrien Leclerc (1817-1858)              |                                 | Négociant, banquier, maire de Falaise                                                                            |
| 1842    | 1852             | Pierre Charles François Labbé (1786-1861)       |                                 | Avocat, ancien maire de Cahan puis maire de Falaise                                                              |
| 1852    | 1858 (décès)     | Georges Adrien Leclerc                          |                                 | Négociant, banquier, maire de Falaise                                                                            |
| 1858    | 1871 (décès)     | Gustave Leguay                                  |                                 | Négociant et filateur, maire de Falaise                                                                          |
| 1871    | 1887 (démission) | Jérôme Esnault                                  | Républicain (centre gauche)     | Avocat, maire de Falaise, député (1881-1885)                                                                     |
| 1887    | 1911 (décès)     | Victor Eugène Gabriel Le Comte                  | Républicain                     | Avocat à Paris, conseiller municipal de Falaise                                                                  |
| 1911    | 1929 (décès)     | Émile Lequier                                   | AD                              | Vétérinaire, conseiller municipal de Falaise                                                                     |
| 1929    | 1930 (démission) | Raymond Girard                                  | AD                              | Agriculteur, conseiller municipal de Falaise, conseiller d'arrondissement                                        |
| 1930    | 1940             | Paul Barbot                                     | RG puis PSF                     | Propriétaire, maire de Potigny (1919-1945), nommé conseiller départemental en 1943                               |
|         |                  |                                                 |                                 | |
| 1945    | 1973             | Maurice Gervais (1896-1979)                     | Rad. puis RGR puis UNR puis DVD | Agriculteur, maire de Saint-Pierre-du-Bû                                                                         |
| 1973    | 1998 (décès)     | Alain de La Moussaye (1914-1998)                | DVD                             | Agriculteur, propriétaire-exploitant, maire de Saint-Pierre-Canivet                                              |
| 1998    | 2015             | Guy Bailliart                                   | PS                              | Enseignant, maire de Cordey (2001-2014), suppléant de la députée Clotilde Valter (2012-2017), député (2015-2017) |

Le canton participait à l'élection du député de la troisième circonscription du Calvados.

### Conseillers d'arrondissement (de 1833 à 1940)
Le canton de Falaise-1 avait deux conseillers d'arrondissement.
Il appartenait à l'arrondissement de Falaise jusqu'à sa disparition en 1926.
| Période                                  | Période      | Identité                                          | Étiquette            | Qualité |
| ---------------------------------------- | ------------ | ------------------------------------------------- | -------------------- | --- |
| 1833                                     | 1836         | François Bazile Hippolyte Demieux-Demorchêne      |                      | Ancien notaire, propriétaire à Falaise                                                                             |
| 1833                                     | 1848         | François Alphonse Le Sassier-Boisauné             |                      | Ancien officier, propriétaire à Falaise                                                                            |
| 1836                                     | 1840 (décès) | Pierre Philippe Alexandre Briquet (1772-1840)     |                      | Maire de Falaise                                                                                                   |
| 1840                                     | 1848         | Pierre Étienne Guillaume Rossignol                |                      | Avocat, ancien procureur du roi à Falaise                                                                          |
| 1848                                     |              | Pierre Huet (1793-1868)                           |                      | Maire d'Ussy |
| 1848                                     | 1850 (décès) | Louis Aubin Lemeneur-Doray (1782-1850)            |                      | Propriétaire à Falaise                                                                                             |
| 1850                                     | 1870 (décès) | Marc-Aurèle Sérant                                |                      | Juge de paix à Falaise                                                                                             |
|                                          |              |                                                   |                      | |
| 1871                                     | 1884         | Anatole de Picquot de Magny (1815-1898)           |                      | Maire de Rapilly, propriétaire du château de La Motte-Fouquet                                                      |
| 1871                                     | 1879 (décès) | François Alphonse Le Sassier-Boisauné (1792-1879) |                      | Maire de Fourneaux-le-Val, ancien capitaine de la Garde impériale puis commandant de la Garde nationale de Falaise |
| 1879                                     | 1912 (décès) | Charles Martin père (1816-1912)                   | Radical              | Propriétaire à Falaise, président du conseil d'arrondissement                                                      |
| 1884                                     | 1907         | François-Théodore Levavasseur                     |                      | Propriétaire agriculteur, maire d'Ussy                                                                             |
| 1907                                     | 1919         | Georges Dubuis (1865-1941)                        | Radical              | Propriétaire, maire de Falaise (1908-1922)                                                                         |
| 1912                                     | 1934 (décès) | Jules Lecouturier                                 | RG                   | Tanneur, fabricant de chaussures, propriétaire à Falaise                                                           |
| 1919                                     | 1929         | Raymond Girard                                    | RG                   | Cultivateur à Falaise                                                                                              |
| 1929                                     | 1940         | Pierre Maloizel                                   | Républicain national | Avocat à Falaise                                                                                                   |
| 1931                                     | 1934         | Jules Caligny                                     | Républicain national | Maire des Loges-Saulces                                                                                            |
| 1934                                     | 1940         | Alphonse-Aimable Gauvin                           | Union nationale      | Cultivateur à Falaise                                                                                              |
| 1940                                     |              |                                                   |                      | Les conseils d'arrondissement ont été suspendus par la loi du 12 octobre 1940 et n'ont jamais été réactivés        |
| Les données manquantes sont à compléter. |              |                                                   |                      | |

## Composition

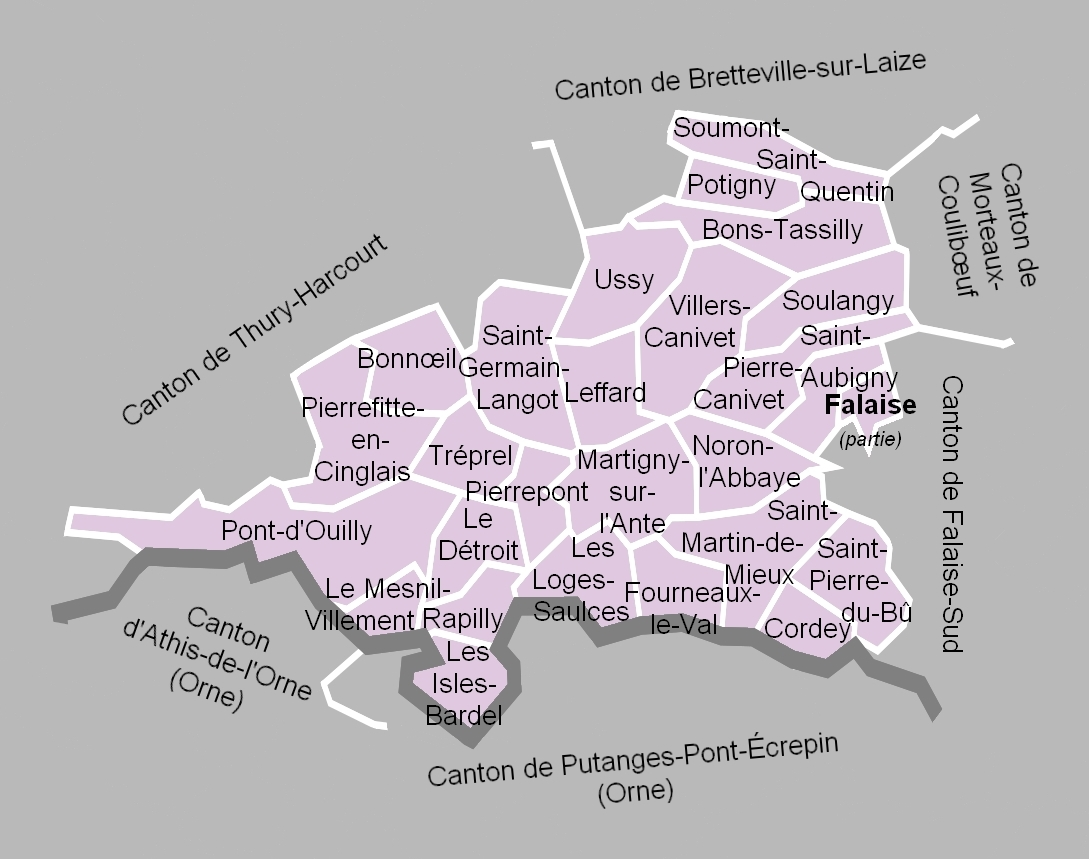
La carte des communes du canton. Les cantons limitrophes étaient ceux de Thury-Harcourt, de Bretteville-sur-Laize, de Morteaux-Coulibœuf, de Falaise-Sud, de Putanges-Pont-Écrepin et d'Athis-de-l'Orne.

Le canton de Falaise-Nord comptait 11 024 habitants en 2012 (population municipale) et regroupait vingt-sept communes, dont une partie de Falaise :
- Aubigny ;
- Bonnœil ;
- Bons-Tassilly ;
- Cordey ;
- Le Détroit ;
- Falaise (fraction) ;
- Fourneaux-le-Val ;
- Les Isles-Bardel ;
- Leffard ;
- Les Loges-Saulces ;
- Martigny-sur-l'Ante ;
- Le Mesnil-Villement ;
- Noron-l'Abbaye ;
- Pierrefitte-en-Cinglais ;
- Pierrepont ;
- Potigny ;
- Rapilly ;
- Saint-Germain-Langot ;
- Saint-Martin-de-Mieux ;
- Saint-Pierre-Canivet ;
- Saint-Pierre-du-Bû ;
- Soulangy ;
- Soumont-Saint-Quentin ;
- Tréprel ;
- Ussy ;
- Villers-Canivet ;
- Pont-d'Ouilly.

À la suite du redécoupage des cantons pour 2015, toutes les communes sont rattachées au nouveau canton de Falaise.

### Anciennes communes
Les anciennes communes suivantes étaient incluses dans le canton de Falaise-Nord :
- Saint-Christophe, absorbée en 1826 par Ouilly-le-Basset.
- Saint-Loup-Canivet, absorbée en 1828 par Soulangy.
- Torp, absorbée en 1828 par Villers-Canivet.
- Saint-Quentin-de-la-Roche, absorbée en 1833 par Tassilly. La commune prend le nom de Saint-Quentin-Tassilly.
- Saint-Quentin-Tassilly, partagée en 1854 entre Bons et Soumont. L'ancien territoire de Saint-Quentin-de-la-Roche est attribué à Soumont (qui prend le nom de Soumont-Saint-Quentin), celui de Tassilly est absorbé par Bons (qui prend le nom de Bons-Tassilly).
- Saint-Vigor-de-Mieux, absorbée en 1858 par Saint-Martin-du-Bû. La commune prend le nom de Saint-Martin-de-Mieux.
- Ouilly-le-Basset, absorbée en 1947 par Saint-Marc-d'Ouilly. La commune prend le nom de Pont-d'Ouilly.

## Démographie
| 1962 | 1968 | 1975 | 1982 | 1990  | 1999   | 2006   | 2011   | 2012   |
| ---- | ---- | ---- | ---- | ----- | ------ | ------ | ------ | ------ |
| -    | -    | -    | -    | 9 874 | 10 012 | 10 520 | 10 918 | 11 024 |